# 3,4-Диметоксиамфетамин
3,4-диметоксиамфетамин (3,4-DMA) — химическое соединение класса амфетаминов. Согласно результатам исследований на животных, производит эффекты, близкие к MDMA и PMMA. Согласно Шульгину, в больших дозах может вызывать галлюцинации, аналогичные мескалиновым.